# Alianza Cooperativa Internacional
La Alianza Cooperativa Internacional (cuyas siglas son ACI, ICA, IGB o MKA en diferentes idiomas) es una federación de cooperativas que sirve para reunir, representar y servir a cooperativas de todo el mundo. La organización fue fundada en Londres en 1895. En la actualidad representa a 1000 millones de personas de 94 países en los cinco continentes, siendo el referente del movimiento cooperativo. Los idiomas oficiales de la organización son inglés, español, francés, alemán y ruso. Su sede se encuentra, desde 1982, en Bruselas  habiéndose situado anteriormente en Londres (1895-1982) y Ginebra.

## Historia

Antigua bandera de la ACI (1925)

La ACI se fundó el 19 de agosto de 1895, tras un congreso internacional del incipiente movimiento cooperativo que tuvo lugar en la ciudad de Londres. El segundo congreso de la organización tuvo lugar en 1937 en París. En este congreso se acordó que la ACI no intervendría ni en política ni en religión.
Puede dividirse la historia de la ACI en tres periodos. El primero, que iría desde su fundación hasta el congreso de 1902 estuvo dominado por las ideas de la participación en los excedentes y las cooperativas de trabajo asociado. En el segundo ciclo, que iría desde el congreso de 1904 hasta el de 1910, cobró énfasis la idea de las cooperativas de consumo. Finalmente el congreso de Hamburgo de 1910 marcó una nueva era, con la idea de una organización abierta a todos los tipos de cooperativas.